# Политическая система Чехии
Политическая система Чехии характеризована разделением политической власти и её институционализированной закрепленностью в государстве.
Чехия является унитарной, представительной парламентской республикой с многопартийной системой. Исполнительная власть распределена между президентом и правительством, во главе которого стоит председатель. Законодательная власть представлена двухпалатным парламентом, а судебная власть осуществляется четырехчленной судебной системой и Конституционным судом.

## Исполнительная власть

### Президент
Президент является главой государства и представляет его за рубежом. Назначает премьер-министра и, по его предложению, министров. Он также назначает судей, главу и членов банковского совета Чешского национального банка, а также главу и заместителя главы Высшего контрольно-ревизионного управления.
Имеет право накладывать вето на законы, объявляет даты выборов, имеет право предоставлять амнистию и государственные награды. Президент также является Верховным главнокомандующим вооружёнными силами страны. Срок полномочий президента – 5 лет. Его избирают граждане, президентом избирается кандидат, набравший большинство всех действительных голосов. Если этого не произойдет, через две недели проводится второй тур выборов, в который выходят два наиболее успешных кандидата. Во втором туре избирается кандидат, набравший наибольшее количество голосов.

### Правительство
Высшим органом исполнительной власти является правительство, состоящее из председателя, его заместителей и министров. Правительство ответственно перед Палатой депутатов, которая выражает ему доверие. Правительство может издавать постановления в рамках законов и расширять их. Он также составляет государственный бюджет и государственный итоговый отчет.

## Законодательная власть
Парламент Чешской Республики состоит из двух палат — Палаты депутатов и Сената. Палата депутатов состоит из 200 депутатов, избираемых на четырехлетний срок по пропорциональной системе с вступительным порогом 5 %. Сенат состоит из 81 сенатора, избираемого по мажоритарной двухтуровой системе сроком на 6 лет. Выборы в Сенат проводятся каждые два года, и каждый раз меняется одна треть сенаторов.

### Сенат
Сенат — верхняя палата парламента, которая после одобрения закона Палатой депутатов, может одобрить законопроект и направить его на подписание президенту, выразить волю не рассматривать законопроект (и тем самым практически одобрить его), вернуть законопроект с поправками в Палату депутатов или отклонить его. Если законопроект будет отклонен Сенатом, Палата депутатов может преодолеть его вето большинством голосов всех депутатов. Если Сенат вернет законопроект с поправками в Палату, Палата депутатов может «выбрать», принять ли законопроект с поправками Сената или без них.
Сенат также утверждает судей Конституционного суда, предложенных ему президентом, и может подать конституционный иск против президента за государственную измену.

### Палата депутатов
Палата депутатов — нижняя палата парламента, которая утверждает законы, может преодолевать вето Сената и президента. Он также утверждает государственный бюджет и государственный итоговый отчет и выражает доверие и недоверие правительству. Другие полномочия Палаты депутатов включают, например, избрание омбудсмена или внесение предложения о назначении главы Высшего контрольно-ревизионное управления.

## Судебная власть
Судебная власть состоит из Верховного суда Чешской Республики, Верховного административного суда, 2 высших судов — Высший суд в Праге и Высший суд в Оломоуце, 8 региональных (краевых) судов и 86 окружных (районных) судов. Верховный суд Чешской Республики и Верховный административный суд, расположенные в Брно, являются высшими органами судебной системы. В Чехии нет специальных судов: военные суды и три региональных коммерческих суда были упразднены в 1993 и 2000 годах.

### Конституционный суд
Конституционный суд Чешской Республики со штаб-квартирой в Брно стоит вне системы других судов. Это орган защиты конституционности, он обсуждает вопросы, которые прямо или косвенно затрагивают конституционный строй Чешской Республики. Поэтому в нём также обсуждается, среди прочего, конституционный иск (жалоба) Сената Чехии против президента страны за государственную измену.

## Административное деление
Чешская Республика разделена на 14 самоуправляющихся регионов (13 краёв и 1 столичный город), 76 районов и более 6200 самоуправляющихся населённых пунктов (муниципалитетов). Муниципалитеты и регионы управляются избираемыми собраниями. Края возглавляют гетманы, статутарные города возглавляют приматоры, а другие города и другие муниципалитеты возглавляют мэры. Прага занимает особое положение, поскольку является регионом, статутарным городом и столицей одновременно.